# Argyractis dualalis
Argyractis dualalis là một loài bướm đêm trong họ Crambidae.